# 和平路街道 (新乡市)
和平路街道，是中华人民共和国河南省新乡市牧野区下辖的一个乡镇级行政单位。

## 行政区划
和平路街道下辖以下地区：
中原社区、秦庄村、聂庄村、定国村、吕村、堡上村、孙庄村、张村、万庄村、上焦庄村和黎明实业公司社区。